# بيدرو فيليبي باربوسا موريرا
بيدرو فيليبي باربوسا موريرا (20 ديسمبر 1992 في البرتغال - ) هو لاعب كرة قدم برتغالي في مركز الوسط. لعب مع نادي فريموند ‏ وAC Vila Meã ‏.

## وصلات خارجية
- بيدرو فيليبي باربوسا موريرا على موقع اتحاد تركيا (لاعب) (الإنجليزية)
- بيدرو فيليبي باربوسا موريرا على موقع قاعدة بيانات كرة القدم.إي يو (الإنجليزية)
- بيدرو فيليبي باربوسا موريرا على موقع Soccerway.com (الإنجليزية)
- بيدرو فيليبي باربوسا موريرا على موقع AS.com (الإسبانية)